# سیه‌چرده‌ها
سیه‌چرده‌ها (نام علمی: Lessonia) یک سرده از پرندگان آمریکای جنوبی از تیرهٔ ژیان‌مرغان است که در نزدیکی دریاچه‌های آب شیرین و باتلاق‌های شور یافت می‌شود.

## گونه‌ها
این سرده دارای دو گونه است:
| نر | ماده | نام علمی       | نام رایج      | پراکنش                                                                    |
| -- | ---- | -------------- | ------------- | ------------------------------------------------------------------------- |
|    |      | Lessonia oreas | سیه‌چرده آندی  | مرکز پرو از جنوب به غرب بولیوی، پایین به شمال شرقی شیلی و شمال آرژانتین   |
|    |      | Lessonia rufa  | سیه‌چرده جنوبی | آرژانتین و شیلی، مهاجرت به شمال تا بولیوی، جنوب برزیل، پاراگوئه و اروگوئه |